# Auguste Dubois
Pour les articles homonymes, voir Dubois (patronyme).
Auguste Dubois, né à Gresswiller le 24 novembre 1892 et mort le 16 octobre 1973 à Strasbourg, est un aquafortiste et dessinateur français.

## Biographie
Il étudie la gravure à Strasbourg et à Munich puis devient en 1920 dessinateur industriel chez Bugatti à Molsheim. 
Lors de la Première Guerre mondiale, il réalise des croquis coloriés sur le front russe et en Argonne puis, à la fin de la guerre, se spécialise sur les eaux-fortes. 
Comme il puise son inspiration dans les paysages alsaciens et auprès des gens simples et besogneux, il est souvent qualifié de « peintre paysan ».
Il expose au Salon des artistes français de 1929 dont il est membre les eaux-fortes L'entrée du village et La sortie du village.